# Obóz Internowanych nr 10 w Kaliszu

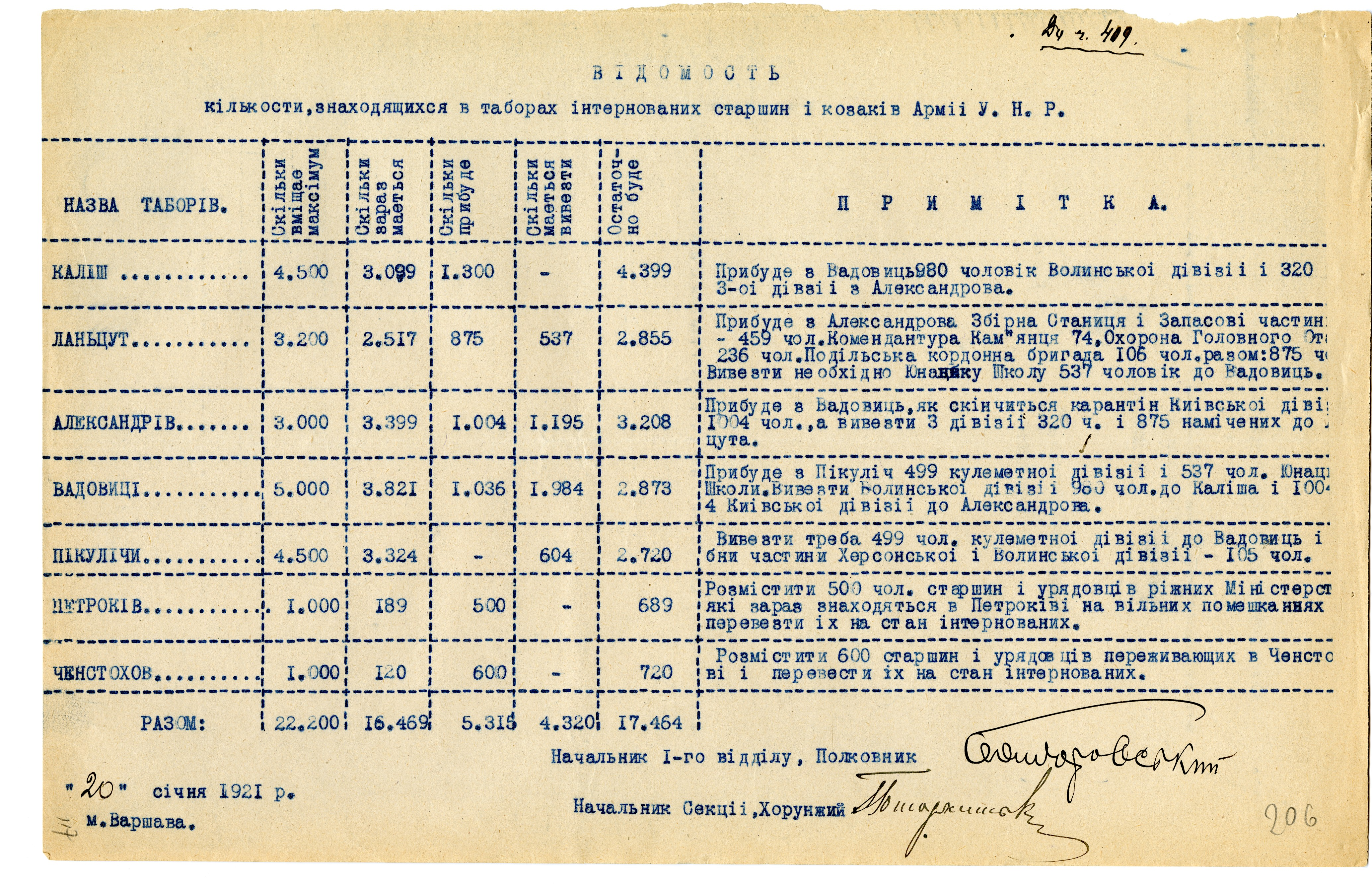
Informacja dotycząca ilości znajdujących się w obozach internowanych dowódców i kozaków

Obóz Internowanych Nr 10 w Kaliszu (ukr. Tабір інтернованих вояків Армії УНР в Каліші) – polski obóz dla internowanych żołnierzy Armii Czynnej Ukraińskiej Republiki Ludowej, istniejący w latach 1920-1924.
Obóz powstał pod koniec 1920 roku w Kaliszu, przy ulicy Obozowej. Był przeznaczony dla 4 tysięcy żołnierzy. Początkowo do obozu trafili internowani żołnierze ukraińscy resztek 3 Żelaznej Dywizji Strzeleckiej i 2 Wołyńskiej Dywizji Strzeleckiej, a także personel szpitala wojskowego. Wiosną 1921 roku dołączyli do nich urzędnicy i pracownicy ministerstwa wojny Ukraińskiej Republiki Ludowej, na czele z generałem Andrijem Wowkiem. W późniejszym czasie do obozu kaliskiego przeniesiono Ukraińców osadzonych w Obozie Internowanych nr 5 w Szczypiornie. 
W obozie kwitło życie społeczno-kulturalne. Zorganizowano kursy dla niepiśmiennych, lektoraty specjalistyczne dla żołnierzy, pracownię rzemieślniczą i bibliotekę. Działały orkiestra wojskowa, chór oficerski pod kierownictwem sotnika Kalmuckiego, szkoła tańca ukraińskiego pod kierunkiem W. Abramienki, wydawano pisma ("Żelazny Strzelec", "Nowe Słowo", "Za Ukrainę", "Źródło", "Sicz", "Goniec Wojskowy", "Tęcza", "Goniec Religijno-Naukowy"). Szczególną renomę zyskało czasopismo wojskowo-historyczne „Tabor”. Powstało towarzystwo literacko-artystyczne, towarzystwo dramatyczne im. M. Sadowskiego, centrum kulturalne "Chata Kozaka", Towarzystwo Pomocy Wychodźcom z Ukrainy na czele z generałem Mykołą Szapowałem, które w 1924 roku zmieniło nazwę na Kaliski Oddział Towarzystwa Pomocy Emigrantom z Ukrainy i ich Rodzinom, prowadzące w Kaliszu Dom Ukraińskiego Emigranta. „Towarzystwo Proswita” założyło szkołę podstawową im. S. Petlury (funkcjonowała aż do 1939 roku). Z inicjatywy generała Ołeksandra Zagrodskiego powstało gimnazjum im. T. Szewczenki, działające do 1937 roku. 
W 1921 roku do obozu przeniesiono wspólną szkołę junacką dla ponad 400 kursantów. Przy 3 Żelaznej Dywizji Strzelców istniała szkoła oficerska i podoficerska. Od roku 1922 istniała wojskowa szkoła elektrotechniczna. Do 1921 roku działały kursy sztabu generalnego. Utworzone pod koniec 1922 roku wydawnictwo "Czarnomor" wydawało pamiętniki wojenne dowódców Armii Czynnej URL. 15 maja 1921 roku po podpisaniu pokoju ryskiego obóz odwiedził Naczelnik Państwa Józef Piłsudski, który wypowiedział tam słynne słowa: Ja was przepraszam Panowie, ja was bardzo przepraszam, tak nie miało być. Obóz w Kaliszu istniał najdłużej ze wszystkich miejsc internowania Ukraińców. Zlikwidowano go dopiero w roku 1924. Osadzeni w nim uzyskali status emigrantów politycznych. Na miejsce obozu powstała Stanica Ukraińska, licząca prawie 1,5 tys. mieszkańców. Była ona podporządkowana Ukraińskiemu Komitetowi Centralnemu w Polsce.
W latach 1920–1921 dowódcą obozu był mjr Rudolf Kaleński.